# Palimna indica
Palimna indica là một loài bọ cánh cứng trong họ Cerambycidae.